# Deserto Hami
Il deserti Hami (in cinese  哈密沙漠S, Hāmì ShāmòP, uiguro: Қумул Қумлуқи) è una sezione del vasto deserto del Gobi situato nella provincia di Xinjiang, in Cina.
Questo deserto occupa lo spazio tra la catena dei monti Tien Shan a nord e i monti Qilian Shan a sud, e si collega a ovest con il deserto di Lop.